# 梶原景時の変
梶原景時の変（かじわらかげときのへん）は、鎌倉時代初期の正治元年10月25日から翌正治2年1月20日（1199年11月15日 - 1200年2月6日）にかけて鎌倉幕府内部で起こった政争。初代将軍源頼朝の死後に腹心であった梶原景時が御家人66名による連判状で弾劾され失脚し、追討により一族尽く殺害された。頼朝死後に始まった鎌倉幕府内部における権力闘争の最初の犠牲者であった。

## 背景
文武に優れた梶原景時は鎌倉幕府侍所所司として御家人たちの行動に目を光らせ、勤務評定や取り締まりにあたる目付役であった。鎌倉殿専制政治をとる頼朝にとっては重要な役割を担った忠臣である一方、御家人たちからは恨みを買いやすい立場の人物であった。
正治元年（1199年）正月、頼朝が急逝し、嫡子頼家が家督を継いだ。しかし将軍独裁体制に対する御家人たちの鬱積した不満により、頼家はわずか3ヶ月で訴訟の採決権を奪われ、代わって幕府宿老による十三人の合議制がしかれ、将軍独裁は押さえられた。頼朝時代に続き頼家が「一の郎党」として頼みとしていた景時もこれに加わった。しかし、これにより景時は追い詰められる。

## 経緯

### 連判状
合議制成立の半年後の秋、将軍御所の侍所で結城朝光が、ありし日の頼朝の思い出を語り「忠臣二君に仕えずというが、あの時出家すべきだった。今の世はなにやら薄氷を踏むような思いがする」と述べた（『吾妻鏡』10月25日条による）。翌々日、御所に勤める女官である阿波局が朝光に「あなたの発言が謀反の証拠であるとして梶原景時が将軍に讒言し、あなたは殺されることになっている」と告げた。驚いた朝光は三浦義村に相談し、和田義盛ら他の御家人たちに呼びかけて鶴岡八幡宮に集まると、景時に恨みを抱いていた公事奉行人の中原仲業に糾弾状の作成を依頼した。
10月28日、千葉常胤・三浦義澄・千葉胤正・三浦義村・畠山重忠・小山朝政・結城朝光・足立遠元・和田義盛・和田常盛・比企能員・所朝光・二階堂行光・葛西清重・八田知重・波多野忠綱・大井実久・若狭忠季・渋谷高重・山内首藤経俊・宇都宮頼綱・榛谷重朝・安達盛長入道・佐々木盛綱入道・稲毛重成入道・安達景盛・岡崎義実入道・土屋義清・東重胤・土肥維平・河野通信・曽我祐綱・二宮友平・長江明義・毛呂季綱・天野遠景入道・工藤行光・中原仲業以下御家人66名による景時糾弾の連判状が一夜のうちに作成され、将軍側近官僚大江広元に提出された。景時を惜しむ広元は躊躇して連判状をしばらく留めていたが、義盛に強く迫られて将軍頼家に言上した。
11月12日、頼家は連判状を景時に見せて弁明を求めたが、景時は何の抗弁もせず、一族を引き連れて所領の相模国一宮（神奈川県寒川町）に下向した。謹慎によって御家人たちの支持を得たので景時は12月9日に一端鎌倉へ戻ったが、頼家は景時を庇うことができず、18日、景時は鎌倉追放を申し渡され、義盛・義村が景時追放の奉行となって鎌倉の邸は取り壊された。29日、結城朝光の兄小山朝政が景時に代わって播磨国守護となり、同じく景時の所有であった美作国の守護は義盛に与えられた。

### 上洛と滅亡
翌正治2年（1200年）正月20日、相模国より飛脚が来て、景時が先日より一宮において城郭を構え防戦の支度をしていたため人々が怪しんでいたところ、昨夜子息たちと共にひそかにそこから逃れ出た。謀反を企て上洛しようとしているらしいとの報告があり、北条時政・大江広元・三善善信らが御所で沙汰して三浦義村・比企余一兵衛尉・糟谷有季・工藤行光らを追討軍として派遣した。
だが追討軍が到着する前に、景時は一族とともに京都へ上る道中で東海道の駿河国清見関（静岡市清水区）近くで偶然居合わせた吉川氏ら在地武士たち、相模国の飯田家義らに発見されて襲撃を受け、狐崎において合戦となる。子の三郎景茂（年34）・六郎景国・七郎景宗・八郎景則・九郎景連が討たれ、景時と嫡子景季（年39）、次男景高（年36）は山へ引いて戦ったのち討ち死にし、その首は隠されていたが翌日探し出され、一族33名の首が路上に懸けられた。頼朝の死から1年後のことであった。
『吾妻鏡』正月28日条の武田信光（伊沢信光）からの報告によると、景時は朝廷から九州諸国の総司令に任命されたと称して上洛し、武田有義を将軍に奉じて反乱を目論んだという。

## 京都側の記録
事件当時に記録された京都貴族の日記、その他の文献史料によれば、事件の経過は『吾妻鏡』の記述と異なっている。
『玉葉』（正治2年正月2日条）によると、他の武士たちに嫉まれ、恨まれた景時は、頼家の弟実朝を将軍に立てようとする陰謀があると頼家に報告し、他の武士たちと対決したが言い負かされ、讒言が露見した結果、一族とともに追放されてしまったという。（正月27日条）さらに景時が逐電したと26日に関東より京へ飛脚が到来し、（正月29日条）また景時は上洛を企てたが駿河国高橋において上下向の武士と土人等によって一族全て討たれたらしいとの話を記している。
『明月記』（正治2年正月29日条）は、景時が頼家の勘当を蒙り逐電したため全国警戒すべきことが沙汰され、また院にも申し入れられたため世間はすこぶる物騒がしいと記している。さらに噂では景時は既に討たれたらしいが詳しいことは判らないとも書いている。
『愚管抄』では、比企能員の変と頼家の暗殺についての記述に続けて、時間をさかのぼり梶原景時の変についても記述している。それによると自らを「一ノ郎党」と思っていた景時は頼家の乳母夫でもあったため、自分だけは特別だと考えて他の郎党を侮る態度をとった。そのため彼らに訴えられてさらに討たれそうになったため、国を出て京へ上ろうとしたが途上で討たれ、「鎌倉ノ本體ノ武士」である梶原一族は全て殺害されたと記されている。そのうえで景時を死なせたことは頼家の失策であると評し、頼家殺害と景時滅亡の因果関係を強く指摘している。
『六代勝事記』には、「景時と云壮士ありき。権を執り威を振ひて、傍若無人の気あり。比企の判官能員以下数百人の違背によりて、景時が一族を滅し」という記述がある。

## その後
景時滅亡後の正治3年（1201年）正月23日、景時が庇護して御家人となっていた城長茂が上洛し、大番役で在京していた小山朝政の宿所を襲撃する。長茂は後鳥羽上皇に頼家追討の宣旨を得ようとしたが叶わず、吉野で幕府軍に討たれている。長茂与党に加わっていた藤原秀衡の子高衡もまた討たれた。高衡は景時の取りなしで幕府の客人となっており、長茂と行動を共にして鎌倉から抜けだし、都に潜伏していた。一方越後国では長茂の甥城資盛が蜂起したが、幕府軍によって鎮圧された（建仁の乱）。
景時追放の3年後、頼家は北条氏によって将軍職を追放された後、暗殺された。代わって実朝が将軍に立てられ、北条氏が幕府の実権を握ることになる。鎌倉幕府による後年の編纂書である『吾妻鏡』では、景時弾劾状に北条時政・義時の名は見られないが、景時の一行が襲撃を受けた駿河国の守護は時政であり、景時糾弾の火を付けた女官の阿波局は時政の娘で、実朝の乳母であった。この事件では御家人達の影に隠れた形となっているが、景時追放はその後続く北条氏による有力御家人排除のはじめとされる。

## 後世の記録・伝承
江戸時代の仙台藩編纂地誌『奥羽観蹟聞老志』『封内風土記』『封内名跡志』『風土記御用書出』によると、建保5年（1217年）、景時の兄景実（専光房良暹とされる）が梶原景時の変による梶原一族の没落、また和田氏、畠山氏が滅んでいくのを見て、世を憂い鎌倉を離れ、藤原高衡（本吉四郎高衡）ゆかりの地である石浜（気仙沼市唐桑町）にたどり着き、一族の冥福を祈り源頼朝、梶原景時、梶原景季の御影を安置して梶原神社を建立したとされる。